# Favissa
Favissa è un luogo di deposito di oggetti votivi in prossimità di un santuario nell'Antica Roma.

## Etimologia
Il termine deriva dalla parola latina favissae, la cui radice etimologica è probabilmente nel verbo fodere, ovvero "scavare".
Presso gli antichi Romani, era il termine che identificava un deposito ipogeo di oggetti votivi, di forma cilindrica. Posta normalmente fuori dal santuario, ma comunque all'interno del recinto sacro (τὸ τέμενος), la favissa romana era l'equivalente del tesoro greco.

## Storia
Come per molte religioni moderne, i Romani avevano l'uso di portare al tempio come ex voto oggetti di valore relativamente scarso, composti da materiali quali bronzo, piombo, stagno, o la comune terracotta. Dato che dopo qualche tempo la quantità di oggetti votivi diveniva eccessiva, si rendeva necessario provvedere alla loro rimozione. Allo stesso modo, tuttavia, era necessario fare in modo che gli ex voto rimanessero in terra consacrata, e non venissero toccati da mani profane.
Per questo motivo, i sacerdoti del tempio provvedevano a rimuovere gli oggetti, spezzandoli intenzionalmente nel caso fossero ancora intatti, e ad interrarli all'interno del recinto del tempio. Al fine da scongiurare la possibilità che venissero ritrovati e contaminati da mani impure, i sacerdoti sceglievano inoltre luoghi poco accessibili.
Un esempio di tale tipo di struttura è ravvisabile nelle favissae capitolinae, le quali erano destinate ad accogliere tutti gli oggetti votivi del soprastante Tempio di Giove Ottimo Massimo sul colle del Campidoglio, a Roma.
La presenza di favissae è comune soprattutto nelle regioni italiane della Magna Grecia, dove erano comuni nei luoghi di culto di una carta importanza. La più rappresentativa è quella di Locri Epizefiri (Reggio Calabria), sul colle della Mannella. Questa favissa, ritrovata priva di contenuto, è databile intorno al V secolo a.C..
L'uso delle favissae divenne sempre più raro con il passare del tempo, tanto che in epoca imperiale se ne era perso completamente il significato.